# مثقال

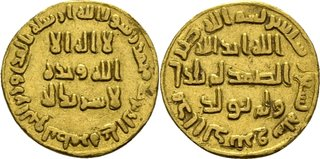
دینار طلا در زمان خلافت اموی که یک مثقال جرم دارد.

مِثقال یکای جرم و یکی از یکاهای رایج در ایران و کشورهای عربی بوده‌است. مثقال در وزن‌های متفاوتی وجود دارد؛ از جمله مثقال شرعی، مثقال صیرفی، مثقال معمولی و…. در فقه اسلامی هر مثقال شرعی برابر با ۱۸ نخود و ۳٫۴۵۶ گرم و هر مثقال صیرفی چهارسوم مثقال شرعی (۲۴ نخود) و برابر ۴٫۶۰۸ گرم است. با توجه به این که هر جو چهارسوم گندم است، بنابراین هر مثقال شرعی برابر ۷۲ گندم و هر مثقال صیرفی برابر ۷۲ جو است. هر مثقال معمولی نیز معادل یک‌شانزدهم سیر و برابر با ۴٫۶۸۷۵ گرم است. البته برخی مثقال را معادل ۴٫۵ گرم یا ۵ گرم نیز در نظر می‌گیرند تا محاسبات را ساده کنند که البته این کار برای کالاهای کم‌ارزش انجام می‌شود. در برخی منابع و کتب، یک مثقال را معادل ۴٫۲۵ گرم در نظر گرفته‌اند.
امروزه واحد مثقال بیشتر برای اندازه‌گیری زعفران و طلا به کار می‌رود.

از مثقال صیرفی در طلافروشی‌ها برای اندازه‌گیری جرم طلا استفاده می‌شود. هر ۰٫۷ از مثقال شرعی را یک درهم گویند؛ بنابراین هر درهم برابر ۲٫۴۱۹۲ گرم است.

در سرزمین‌های اسلامی، از دیرباز دو واحد «مثقال» و «درهم» با اصل یونانی دراخما به عنوان اصلی‌ترین یکاهای جرم به کار رفته‌اند. نسبت مثقال به درهم در منابع شرعی ۱۰ به ۷ است. براساس جرم دو نمونهٔ عینی رطل امویان از سال ۱۲۶ قمری و سنگ شیشهٔ یک قیراطی عصر عباسی مصر، برای درهم به عنوان یکای جرم، ۳٫۱۲۵ گرم، و از آنجا برای مثقال شرعی، ۴٫۴۶۴ گرم به دست می‌آید که این ارقام در مذهب حنفیه پذیرفته شده‌اند. سرراست‌ترین ٱورف هر مثقال۴٫۶یا۴٫۷گرم است.
هرمثقال طلای ١٧ عیار =٤.٦٠٨٣گرم
هر مثقال طلای ١٨ عیار=٤.٣٣١٨گرم

## واحد پول
دینار یک واحد پول است که به صورت طلای مسکوک (به صورت سکه ضرب شده) می‌باشد. جرم هر دینار یک مثقال صیرفی (۴٫۶۰۸ گرم) است و در آن یک مثقال شرعی (۳٫۴۵۶ گرم) طلای خالص به کار رفته و بقیهٔ آن از نقره و مقداری مس است. مقدار نقره و مس آن می‌تواند فرق کند که معمولاً مقدار نقره در آن ربع درهم است. اما مقدار طلای آن همیشه ثابت است. در نتیجه می‌توان گفت که یک دینار سکه‌ای طلا با جرم یک مثقال صیرفی و عیار ۷۵۰ (۱۸ عیار) است که در نتیجه مقدار طلای خالص آن یک مثقال شرعی است.
درهم نیز یک واحد پول است که به صورت نقرهٔ مسکوک (به صورت سکه ضرب شده) می‌باشد. جرم نقرهٔ به کار رفته در یک درهم برابر با یک درهم (۲٫۴۱۹۲ گرم) است.
در زمان پیدایش اسلام هر ده درهم معادل یک دینار ارزش داشته‌است که اگر مقدار نقرهٔ موجود در هر دینار را برابر با ربع درهم در نظر بگیریم و از قیمت مس صرفه‌نظر کنیم به این نتیجه می‌رسیم که در آن زمان هر یک مثقال شرعی طلای خالص (۲۴ عیار) ارزشی برابر با ۹٫۷۵ درهم نقرهٔ خالص داشته‌است که با این حساب هر یک گرم طلا با ۶٫۸۲۵ گرم نقره برابری می‌کرده‌است.
در زمان پس از پیامبر، جرم هر سکه طلا برابر با حدود ۴٫۵۵ گرم بود (معادل ۱٫۳۳ درهم، ۲۴ قیراط یا ۹۶ حبه) اما در دوران خلافت عبدالملک بن مروان با اصلاح سیستم ضرب سکه، جرم هر سکه طلا به حدود ۴٬۲۵ گرم کاهش یافت (معادل ده هفتم درهم، ۲۰ قیراط یا ۶۰ حبه).
در ایران صنف طلا فروشان با مثقال 4.608 گرمی کار می‌کنند.

## تبدیل کردن به یکاهای دیگر
| واحد        | گرم        | گندم      | جو         | لپه        | نخود       | مثقال شرعی | مثقال صیرفی | اونس تروی |
| ----------- | ---------- | --------- | ---------- | ---------- | ---------- | ---------- | ----------- | --------- |
| گرم         | ۱          | ۲۰٫۸۳۳۳۳۳ | ۱۵٫۶۲۵     | ۱۰٫۴۱۶۶۶۷  | ۵٫۲۰۸۳۳۳   | ۰٫۲۸۹۳۵۲   | ۰٫۲۱۷۰۱۴    | ۰٫۰۳۲۱۵۱  |
| گندم        | ۰٫۰۴۸      | ۱         | ۰٫۷۵       | ۰٫۵        | ۰٫۲۵       | ۰٫۰۱۳۸۸۹   | ۰٫۰۱۰۴۱۷    | ۰٫۰۰۱۵۴۳  |
| جو          | ۰٫۰۶۴      | ۱٫۳۳۳۳۳۳  | ۱          | ۰٫۶۶۶۶۶۷   | ۰٫۳۳۳۳۳۳   | ۰٫۰۱۸۵۱۹   | ۰٫۰۱۳۸۸۹    | ۰٫۰۰۲۰۵۸  |
| لپه         | ۰٫۰۹۶      | ۲         | ۱٫۵        | ۱          | ۰٫۵        | ۰٫۰۲۷۷۷۸   | ۰٫۰۲۰۸۳۳    | ۰٫۰۰۳۰۸۶  |
| نخود        | ۰٫۱۹۲      | ۴         | ۳          | ۲          | ۱          | ۰٫۰۵۵۵۵۶   | ۰٫۰۴۱۶۶۷    | ۰٫۰۰۶۱۷۳  |
| مثقال شرعی  | ۳٫۴۵۶      | ۷۲        | ۵۴         | ۳۶         | ۱۸         | ۱          | ۰٫۷۵        | ۰٫۱۱۱۱۱۳  |
| مثقال صیرفی | ۴٫۶۰۸      | ۹۶        | ۷۲         | ۴۸         | ۲۴         | ۱٫۳۳۳۳۳۳   | ۱           | ۰٫۱۴۸۱۵۱  |
| اونس تروی   | ۳۱٫۱۰۳۴۷۶۸ | ۶۴۷٫۹۸۹۱  | ۴۸۵٫۹۹۱۸۲۵ | ۳۲۳٫۹۹۴۵۵۰ | ۱۶۱٫۹۹۷۲۷۵ | ۸٫۹۹۹۸۴۹   | ۶٫۷۴۹۸۸۶    | ۱         |